# 867

## Починали
- папа Николай I